# Pavel Rybnikov
Pour les articles homonymes, voir Rybnikov.
Pavel Nikolaïevitch Rybnikov (en russe : Павел Николаевич Рыбников), né le 24 novembre 1831 (6 décembre dans le calendrier grégorien) à Moscou, mort le 17 novembre 1885 (29 novembre dans le calendrier grégorien) à Kalisz (Pologne, alors dans l'Empire russe), est un ethnographe russe, célèbre collecteur de bylines.

## Biographie
Pavel Rybnikov naît dans une famille de marchands vieux-croyants moscovites ; son père, Nikolaï Abramovitch Rybnikov, propriétaire d'une usine textile, meurt alors qu'il n'a que 5 ans. Sa sœur Sofia naît en 1836. En 1844, il entre au lycée n° 3 de Moscou. Il effectue de brillantes études, malgré le fait qu'après la mort de son père il soit contraint de donner des leçons pour raisons financières. Il achève ses études secondaires en 1850 avec une médaille d'argent.
Dans les années 1850-1854, Rybnikov voyage à l'étranger avec Kozma Soldationkov et Pavel Botkine, et réside notamment en Italie. De 1854 à 1858, il est étudiant de la faculté de philologie de l'Université de Moscou, et fait à cette époque la connaissance d'Alexeï Khomiakov, qui lui apportera beaucoup, notamment au niveau de sa culture littéraire religieuse. Khomiakov l'introduit aussi auprès d'autres slavophiles, comme Konstantin et Ivan Aksakov, ou Iouri Samarine.

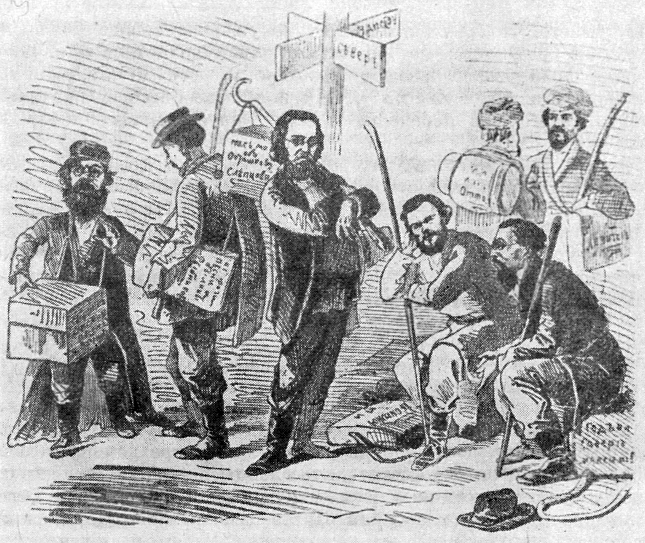
Ethnographes russes représentés en chanteurs-colporteurs (Caricature de l'hebdomadaire Iskra, 1864). À gauche, Iakouchkine et Rybnikov.

Diplômé de l'université, Rybnikov donne des cours privés aux enfants de Khomiakov ; il passe l'été 1858 dans le domaine de celui-ci à Toula. Khomiakov lui fournit une recommandation pour aller étudier et noter des chants traditionnels dans le gouvernement de Tchernigov. Il y est arrêté pour avoir été en contact avec des marchands vieux-croyants locaux et pour appartenance au groupe révolutionnaire des « vertepniki ». Le 3 mars 1859, il est exilé à Petrozavodsk, où à la fin du mois de mai il est employé à la chancellerie du gouvernement d'Olonets, ce qui provoque les sarcasmes d'Alexandre Herzen. Il est nommé conseiller du gouvernement d'Olonets en 1863.
Dès 1859, Rybnikov commence à publier dans les Nouvelles du gouvernement d'Olonets une collecte de bylines du chef des établissements miniers, Nikolaï Boutenev, et commence à étudier en profondeur la culture de ce district. Il effectue un voyage de plus de 2 000 verstes, de Petrozavodsk jusqu'aux confins des gouvernements d'Arkhangelsk et de Vologda, en passant par la presqu'île de Zaonejie, par Poudoj et Kargopol. Il transcrit lui-même deux cents bylines, recueillies auprès de trente interprètes populaires ; dans le même temps, il note des contes, des chansons, des lamentations, des croyances, des rounes (chansons épiques), des joiks. Au cours de son seul voyage de mai à juin 1860, il note 80 bylines recueillies auprès des plus grands interprètes (Leontia Bogdanov, Kozma Romanov, Trofim Riabinine, Vassili Chtchegolenkov, Nikifor Prokhorov et d'autres). Ses « Chansons, collectées par P.N. Rybnikov » paraissent en quatre volumes successifs de 1861 à 1867 et lui valent la célébrité en Russie, mais aussi à l'étranger.
Récompensé par une médaille d'or de la Société russe de géographie et par le Prix Demidoff (1864), il est relevé en avril de cette même année du statut d'exilé et de l'interdiction de résidence dans les grandes villes. En 1867, il épouse la fille d'un fonctionnaire local, d'origine polonaise, et part s'établir dans la ville polonaise de Kalisz, dont il devient en 1871 vice-gouverneur. Parlant polonais, il soutient sur place les activités culturelles et scientifiques, ainsi que la création du journal local, Kaliszanin, dont il sera le censeur pendant 16 ans, laissant parfois passer des écrits pas toujours en adéquation avec la politique impériale. Il accède au grade de Conseiller d'État en 1873.
Il meurt à Kalisz en 1885 et est enterré dans le cimetière orthodoxe local. Bien que fonctionnaire russe administrant un territoire occupé par la Russie, il a laissé en Pologne le souvenir d'un ami de la population et de la culture polonaises, .

## Postérité
Les travaux de collecte de Rybnikov ont mis en lumière la profondeur et la richesse du patrimoine épique du nord de la Russie, conservé par la tradition orale.
Avant lui, les ethnographes russes ne connaissaient guère dans le domaine des bylines que Kircha Danilov et quelques morceaux figurant dans les Monuments du dialecte grand-russe. On pensait ne pouvoir trouver des bylines qu'en Sibérie, et lorsqu'il apparut qu'une énorme quantité était à disposition à proximité de Saint-Pétersbourg, la première réaction du monde savant fut la surprise, voire l'incrédulité, d'autant plus que Rybnikov ne fournit un compte-rendu détaillé de ses voyages et de ses trouvailles – indiquant même les noms et les lieux de résidence des interprètes – que dans le 3e volume (publié en 1864) de son recueil.
L'œuvre de Rybnikov sera poursuivie par Aleksandr Hilferding, qui rapportera des mêmes régions une moisson de bylines plus riche encore, puis par les frères Boris et Iouri Sokolov (voir Liens externes).